# A Sátán könnycseppje

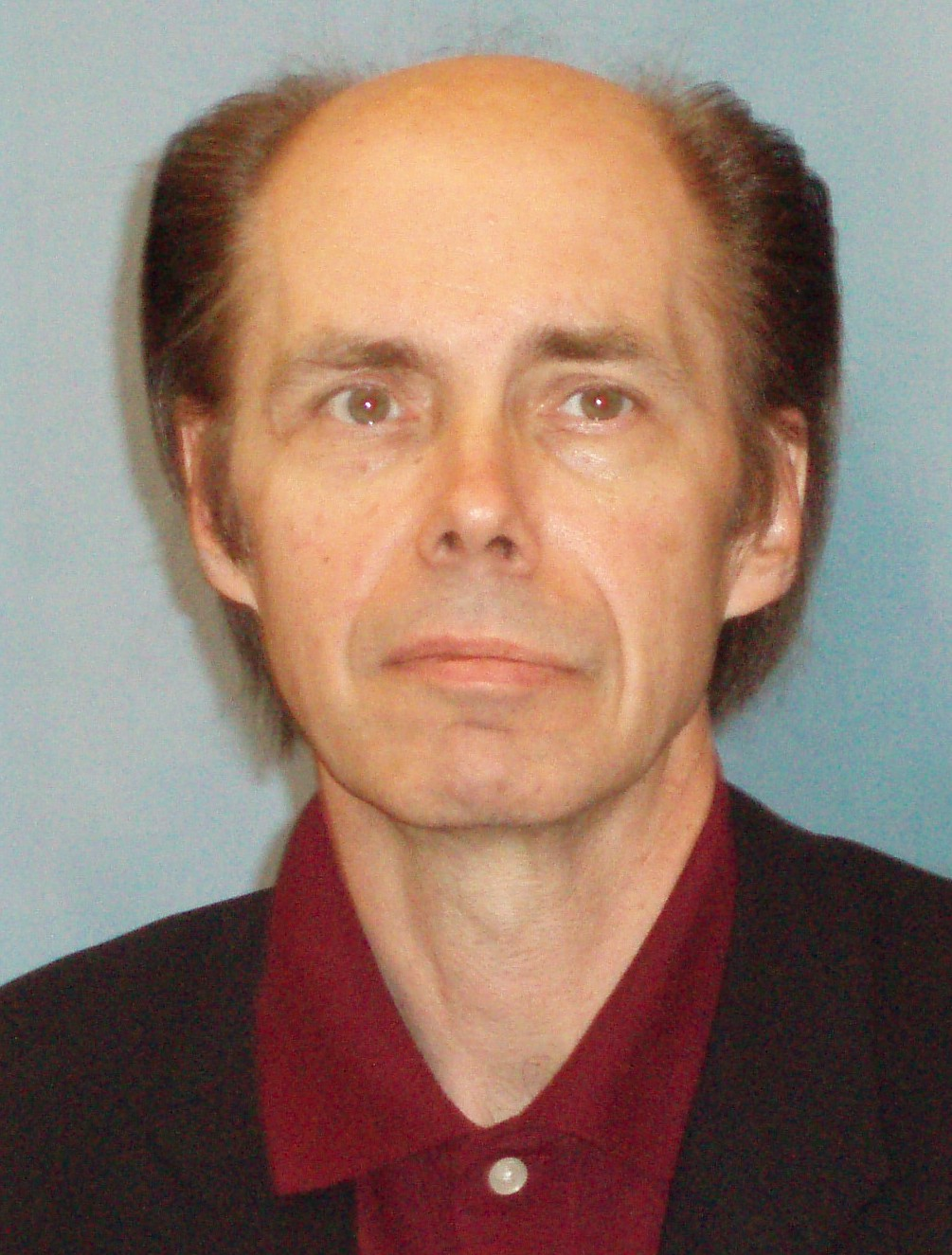
Jeffery Deaver, a könyv írója

Az A Sátán könnycseppje Jeffery Deaver 1999-es könyve. A könyv alapján egy, csak a TV-ben bemutatott filmet is készítettek 2010-ben, azonos címmel.

## Cselekmény
|  | Alább a cselekmény részletei következnek! |

Parker Kincaid régi dokumentumok szakértője, munkája az, hogy megállapítsa, a dokumentumok valódiak -e. Teljesen átlagos és nyugodt életet él, amikor felbukkan exneje, akitől azért vált el, mert súlyosan alkoholizált és csalta Parkert. A nő azért jelent meg újra, mert el akarja venni volt férjétől a gyerekeket.
Parkerhez később nyomozók érkeznek, mivel a metróban lövöldözés történt, és a polgármesterhez írt zsarolólevélről kellene kideríteni minél többet. Kincaid visszautasítja a munkát, mert attól fél, hogy ha veszélyes munkát vállal, akkor ez veszélyes adu lesz exneje kezében a gyermekelhelyezési perben.
Később azonban mégis beszáll a nyomozásba. Kiderül, hogy a Sírásóként emlegetett tömeggyilkos megbízója meghalt, így a gyilkosságokat nem lehet leállítani. A nyomozás során eljutnak az elkövető egyik rejtekhelyére, de ott már csapda várja a nyomozókat, a ház felrobban és Parker is épphogy megmenekül.
A történetben felbukkan egy újságíró is, aki rájött arra, hogy a Sírásó már USA-szerte gyilkolt, a helyi újságok hívták már Özvegycsinálónak és Sátánnak is. Közben vészesen közeledik az ezredforduló, erre az időpontra a Sírásó volt megbízója különösen nagy pusztítást ígért.
Kincaid kitalálja, hogy hol lehet majd az éjféli tömeggyilkosság színhelye, így a kiszálló FBI-csoport üldözőbe veszi a Sírásót, aki egy buszba bújik, és a lövöldözés közben bennég a járműben. Eközben a helyi rendőrségi összekötő, Hardy előveszi fegyverét, és kiderül róla, hogy ő a valódi megbízó, a halott ember csak egy kézbesítő volt. A terv szerint Hardy a rendőrségi raktárból elviszi a váltságdíjként összegyűjtött 20 millió dollárt, hiszen az összes nyomozó, rendőr és FBI-os a parkban tartózkodik a Sírásót üldözve. Mikor Kincaid rájön erre, az utolsó pillanatban felhívja a rendőrségi raktárat, s Hardy lelepleződik, de el tud még menekülni.
Parker a történet végén kikövetkezteti Hardy lakhelyét is, ahol a korrupt rendőrt már az FBI várja. Hardy a börtönben magabiztosan vigyorog, hiszen majdnem sikerült megcsinálnia a tökéletes bűntényt. Kincaid erre leforrázza a magabiztos exrendőr büszkeségét, elmondja, hogy majdnem tökéletes bűntény nincs, csak jól és rosszul kivitelezett van. Ezek szerint Hardy elszúrta a megvalósítást, mert nem lett tökéletesen hibátlan. Ennek ellenére a korrupt rendőr továbbra is csak vigyorog, amit Parker nem tud mire vélni. Hazatér, mert másnapra várja a gyermekvédelmi megbízottat, aki felméri a gyermekek lakókörnyezetét a gyermekelhelyezési perre.
Ahogy hazaér, ott várja a Sírásó, aki mégsem égett benn a tűzben, és kiderül, hogy Hardy ennek örült már előre letartóztatása után is. Hosszú harc után Parker győz, a Sírásó tényleg meghal. Mikor Parker összeomlik, hogy a nemsokára kiérkező gyermekvédelmis szétlőtt házat, véres szőnyeg és hullát talál nála, kiderül, hogy a főnökei számítottak erre, egy helyreállító-osztag rövid idő alatt teljesen felújítja a szétvert környezetet, így a kiérkező vizsgáló tökéletes otthonként látja Parker Kincaid házát.
|  | Itt a vége a cselekmény részletezésének! |

## Rejtvény
A könyv végig Parker Kincaid zsenialitására épül, az ő könyvéből való az alábbi rejtvény is, melyet majd a szerző magyaráz meg a könyvben egy párbeszédben:
„Három sólyom pusztítja a farmer csirkéit. Egy napon látja a farmer, hogy mindhárom sólyom ott ül a csirkeól tetején. A farmernek csak egy tölténye van a puskában, és a sólymok olyan messze ülnek egymástól, hogy egy lövéssel csak egyet tud lelőni. Megcélozza a bal oldali sólymot, és lelövi. A golyó nem pattan oldalra. Hány sólyom marad a tetőn?”
A megfejtés:
„- Megfejtettem a találós kérdést. ... Több jó válasz is van rá.

- Helyes – mondta Parker. – Ezek szerint megértette, hogy egy rejtvénynek több megoldása lehet. Ez az első lépés, amit egy rejtvényfejtőnek meg kell tanulnia. ...

- Nem tudjuk, hogy a lövés elriasztja -e a sólymokat. Hiszen elég távol vannak egymástól a tetőn. ... Szóval ha a farmer lelő egy madarat, nem tudjuk, mit csinál a másik kettő. Lehet, hogy egyik sem repül el. Ez esetben az a válasz, hogy két madár marad a tetőn. Ha viszont az egyik elrepül, akkor egy marad ott. Elrepülhet mind a kettő, ez esetben egy sem marad ott. Ez tehát három megoldás. ... Jó a megoldásom vagy nem?

- Nem jó.

- De azért félig jó?

- Egy rejtvénynél nincs félig jó megoldás. Akarja tudni a választ?

- ... Nem, még gondolkodom rajta.”
A szerző megjegyzése a könyv végén:
„Parker feladványának megfejtése közben Jackie Lukas ott hibázott, hogy feltételezte, a farmer által lelőtt sólyom leesik a tetőről. Lehet, hogy nem esik le. A kérdés nem az volt, hogy hány élő sólyom marad a tetőn, hanem hogy hány sólyom. A megoldás tehát az, hogy három sólyom marad ott, ha a döglött sólyom nem esik le, és a másik kettő nem repül el. Két sólyom marad, ha a döglött sólyom nem esik le, és az egyik sólyom elrepül, vagy ha a döglött sólyom leesik, a másik kettő pedig ott marad. Egy sólyom marad, ha a döglött sólyom leesik, és az egyik sólyom elrepül, vagy ha a döglött sólyom nem esik le, és a másik kettő elrepül. Nem marad sólyom, ha a döglött sólyom leesik a tetőről, a másik kettő pedig elrepül.”

## Magyarul
- Az ördög könnycseppje. Regény az évszázad utolsó éjszakájáról; ford. Császár László; Alexandra, Pécs, 2002

## Idézetek
„A Sírásó a városban van. ... Nem magas és nem alacsony; nem kövér és nem sovány. Ha a szemébe nézel, nem jegyzed meg a vonásait, csak azt, hogy nincs benne semmi emberi. Viszont ha a Sírásó rajtakap, hogy figyeled, az ő pillantása lehet az utolsó, amit életedben láttál. ... A Sírásó eléri a metró bejáratát. ... 8 óra 59-kor a Sírásó odalép a lefelé haladó tömött mozgólépcsőhöz. Benyúl a szatyrába, egyik kezét rákulcsolja a fegyverre. ... A Sírásó .. tiktak .. a legjobb. ... Meghúzza a ravaszt. ... A Sírásó figyeli a vonagló testek kupacát, aztán hátrébb húzódik ... Szilveszter napja van, és a Sírásó a városban van. ...

Kennedy Polgármester

Közel a vég. A Sírásó szabadon jár, és nem állíthatja meg senki. Ha nem fizetnek, újra ölni fog – négykor, 8-kor és éjfélkor. Én akarom 20 millió dollárt készpénzben, amit egy szatyorba fognak rakni és a 66-os úton két kilométerre délre, a Körgyűrű Nyugati Oldalán letesznek. A Mező közepén. Fizessék ki engem a pénzt 12.00 óráig. Csak én tudni, hogyan lehet a Sírásót megállítani. Ha engem lecsuknak, ő tovább folytatja a gyilkolást. Ha engem megölnek, ő tovább folytatja a gyilkolást.”